# イスパノ HA 1112
HA-1109 / HA-1112
HA-1109-K1L トリパラ
- 用途：戦闘機
- 設計者：ウィリー・メッサーシュミット（原型機）
- 製造者：イスパノ・アヴィアシオン（Hispano Aviación）
- 運用者：スペイン空軍
- 初飛行：1951年
- 生産数：65機
- 退役：1965年

HA-1109 / HA-1112（Hispano Aviacion HA-1109 / HA-1112）とは、ドイツのBf 109戦闘機をスペインのイスパノ・アヴィアシオン社がライセンス生産し、エンジン等を変更した単発レシプロエンジン戦闘機である。

## 設計と開発

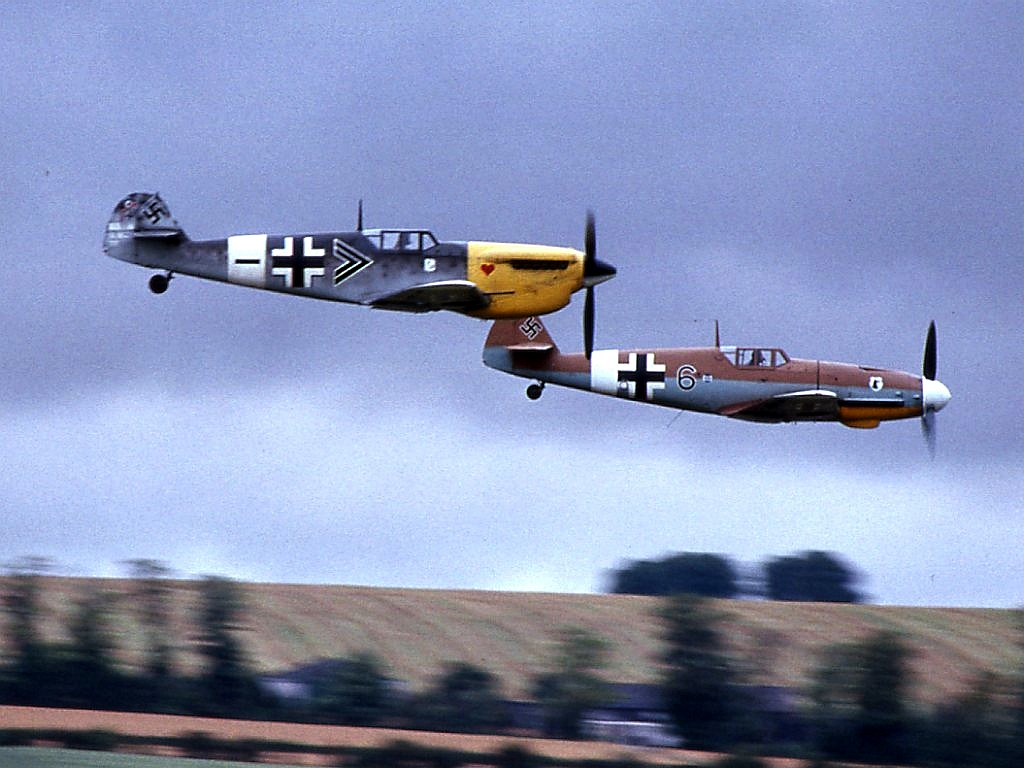
HA-1112-M1L（左）とBf 109G-2（右）

スペイン政府は第二次世界大戦中の1942年に、ドイツから供給されるDB 605エンジン、プロペラ、計器、武装を使用してBf 109G-2をライセンス生産する折衝をメッサーシュミット社と行った。
これはドイツが自国の需要に対応するために不可能になり、結局スペインには僅か25機分の機体（尾部無し）と必要な分の半分に満たない設計図しか届かなかった。この機体にイスパノ社が1,300 hpの12Z-89エンジンを代わりに搭載したものが、1944年にバルセロナで飛行する一方で、VDM製のプロペラと間に合わせのエンジンマウントを取り付けた機体であるHA-1109-J1Lの初号機が、第二次世界大戦でドイツが降伏する2か月前の1945年3月にセビリアで初飛行した。その他の24機分の機体はエッシャーウイス製のプロペラを付けて 1947年から1949年にかけて完成したが実働運用には入らなかった。
イスパノ・スイザ製の12Z-17エンジンに合わせて搭載方法を改善した発展型がHA-1109-K1Lとして1951年5月に開発された。 DH 油圧式3枚ブレードのプロペラを装備した機体は「トリパラ（Tripala、3枚翅プロペラの意）」と呼ばれ、1丁か2丁の12.7mm ブレダ機関銃 とピラタス製8連80mmロケット弾を装備していた。
HA-1109-K1Lは1951年に初飛行を行い、200機が製造されることが計画されたが実際は65機しか造られなかった。上掲の写真の機体はタブラダ（Tablada）、モロン空軍基地（Morón）、トレホン空軍基地（Torrejón）、レオンに配備された後、1955年に退役した。同機は1971年5月6日に航空博物館（Museo del Aire）の所蔵となった。
2番目の型のHA-1110-K1Lはタンデム複座の練習機モデルであった。
最終型はHA-1112-M1L と呼ばれ、HA-1112-M1Lは1,600馬力のマーリン500-45エンジンとロートル社製のプロペラを装着し、1954年3月29日に初飛行した。このエンジンは大きな吸入口を必要としたことから機首下部が膨らんだ形状をしており、「ブチョン（Buchón、ポーターの意）」の名が付けられた。武装は2門の20 mmイスパノ・スイザ HS.404/408航空機関砲と2基のエリコン製かピラタス製の8連80mmロケット弾を装備していた。この型は1965年12月27日まで現役だった。
HA-1112-M1Lは退役後も飛行可能な状態を保っていたことから、飛行可能機が無かったBf 109の代役として『撃墜王 アフリカの星』、『空軍大戦略』、『メンフィス・ベル』、『タスキーギー・エアメン』、『ダンケルク』といった戦争映画に出演している。『空軍大戦略』の中では、イギリス空軍機の塗装を施され、ホーカー ハリケーンを演じている1場面もある。

## 要目

### HA-1109-K1L
- 乗員：1名
- 全長：8.49 m (26 ft, 3 inches)
- 全幅：9.92 m (32 ft, 6 inches)
- 全高：2.60 m (8 ft, 6 inches)
- 翼面積：16 m² (172 square ft)
- 翼面荷重：200 kg/m2 (41 lb/square ft)
- 空虚重量：2,475 kg (5456 lb)
- 最大重量：3,200 kg (7054 lb)
- エンジン：イスパノ・スイザ 12Z-17V型12気筒レシプロエンジン、1,300 hp
- プロペラ：ハミルトン製 3枚ブレード
- 最大速度：600 Km/h (324 knots)
- 巡航速度：400 km/h (216 knots)
- 巡航高度：9800 m (32,150 ft)
- 作戦航続距離：690 km (373 NM) 外部増槽無し

- 武装：
  - イスパノ・スイザ HS.404/408 20mm機関砲×2
  - ピラタス製 80mm8連ロケット弾×2

### HA-1112-M1L
- 乗員：1名
- 全長：9.13 m (30 ft)
- 全幅：9.92 m (32 ft, 6 inches)
- 全高：2.60 m (8 ft, 6 inches)
- 翼面積：16 m² (172 square ft)
- 翼面荷重：206 kg/m² (42.2 lb/square ft)
- 空虚重量：2,666 kg (5877 lb)
- 最大重量：3,330 kg (7341 lb)
- エンジン：ロールス・ロイス マーリン 500/45V型12気筒レシプロエンジン、1,600 hp
- プロペラ：ロートル製 4枚ブレード
- 最大速度：665 Km/h (360 knots)
- 巡航高度：10,200 m (33,500 ft)
- 作戦航続距離：765 km (415 NM) 外部増槽無し

- 武装：
  - イスパノ・スイザ404/408 20mm機関砲×2
  - エリコン製 80mm8連ロケット弾×2

## 現存する機体
- 現存機の中にはDB 605等他の発動機へと換装され、Bf 109として公開されている機体もある。
- 上記の点より、Bf 109かHA-1112か判断の付きにくいものが数機ある。
- 製造番号順となっている。

| 型名        | 番号               | 機体写真   | 国名                                | 所有者                                                  | 公開状況 | 状態     | 備考 |
| ----------- | ------------------ | ---------- | ----------------------------------- | ------------------------------------------------------- | -------- | -------- | --- |
| HA-1109-K1L | C.4J-15 54         |            | フランス オート＝ガロンヌ県         | アエホスコピシャ博物館                                  | 公開     | 静態展示 | |
| HA-1109-K1L | C.4J-10 56         |            | スペイン マドリード州               | 航空宇宙博物館                                          | 公開     | 静態展示 | |
| HA-1109-K1L | C.4J-??            |            | ドイツ ベルリン都市州               | ベルリン・ガトウ飛行場軍事史博物館 (ドイツ空軍博物館)   | 公開     | 静態展示 | Bf 109G-2 WkNr.10575号機の塗装がされている。 |
| HA-1112-M1L | C.4K-31 67         |            | イギリス ケンブリッジシャー州       | スピットファイア社(Spitfire Ltd.)                       | 非公開   | 飛行可能 | |
| HA-1112-M1L | C.4K-77 120        |            | アメリカ カリフォルニア州           | プレインズ・オヴ・フェイム航空博物館                    | 公開     | 修復中   | |
| HA-1112-M1L | C.4K-61 129        |            | アメリカ テキサス州                 | エドワーズ・コレクション (Edwards Collection)           | 非公開   | 修復中   | |
| HA-1112-M1L | C.4K-64 133        |            | アメリカ ヴァージニア州             | 軍事航空博物館                                          | 公開     | 飛行可能 | DB 605Aを搭載し、Bf 109G-4/WkNr.19257として塗装の上展示されている。                                                                                 |
| HA-1112-M1L | C.4K-116 137 N6109 |            | アメリカ ヴァージニア州             | (クァンティコ)                                          | 非公開   | 修復中   | |
| HA-1112-M1L | C.4K-75 139        |            | ドイツ バイエルン州                 | メッサーシュミット飛行博物館 (Flugmuseum Messerschmitt) | 公開     | 飛行可能 | Bf 109G-4として展示されている |
| HA-1112-M1L | C.4K-112 145       |            | イギリス ケンブリッジシャー州       | アングリア航空機修復社 (Anglia Aircraft Restorations)   | 公開     | 飛行可能 | |
| HA-1112-M1L | C.4K-105 145       |            | アメリカ テキサス州                 | エドワーズ・コレクション                                | 非公開   | 修復中   | |
| HA-1112-M1L | C.4K-87 156        |            | ドイツ                              |                                                         |          | 飛行可能 | Bf 109G-6として塗装されている。メッサーシュミット飛行博物館から売却され、現在はドイツの購入者が所有している。                                       |
| HA-1112-M1L | C.4K-114 164       |            | カナダ マニトバ州                   | 王立西部カナダ航空博物館                                | 公開     | 静態展示 | |
| HA-1112-M1L | C.4K-106 166       |            | スイス オプヴァルデン準州           | ボシャン・グローバル社                                  | 非公開   | 修復中   | |
| HA-1112-M1L | C.4K-100 171       |            | アメリカ ミシガン州                 | エア・ズー航空宇宙科学博物館                            | 公開     | 静態展示 | |
| HA-1112-M1L | C.4K-102 172       |            | イギリス ケンブリッジシャー州       | ヒストリック・フライング社                              | 非公開   | 飛行可能 | かつての塗装 |
| HA-1112-M1L | C.4K-178 178       |            | アメリカ ニューヨーク州             | 国立軍用機博物館                                        | 非公開   | 修復中   | |
| HA-1112-M1L | C.4K-122 186       |            | アメリカ ワシントン州               | ミュージアム・オヴ・フライト                            | 公開     | 静態展示 | 機首部以外の機体はドイツで製造されたもの。DB 605エンジンに換装され、Bf 109E-3として展示されている。                                                 |
| HA-1112-M1L | C.4K-99 187        |            | イギリス ノーサンプトンシャー州     | エア・リーシング社                                      | 公開     | 飛行可能 | |
| HA-1112-M1L | C.4K-126 190       |            | アメリカ ユタ州                     | ユタ銀行                                                | 非公開   | 保管中   | |
| HA-1112-M1L | C.4K-130 193       |            | アメリカ オレゴン州                 | ティラムック航空博物館 (エリクソン航空機コレクション)   | 公開     | 静態展示 | |
| HA-1112-M1L | C.4K-134 194       |            | ドイツ ニーダーザクセン州           | ヴィットムントハーフェン航空基地                        | 公開     | 静態展示 | サンディー航空社に修復された。Bf 109G-6/WkNr.441059の塗装がされ、2010年には売りに出されたが、現在は以前保管されていた左記基地で保管されている模様。 |
| HA-1112-M1L | C.4K-127 199       | 写真       | アメリカ ウィスコンシン州           | EAA航空博物館                                           | 公開     | 静態展示 | |
| HA-1112-M1L | C.4K-131 201       | 写真       | ベルギー アントウェルペン州         | エリック・ヴォーメズィール氏 (Eric Vormezeele)          | 非公開   | 飛行可能 | |
| HA-1112-M1L | C.4K-158 211       |            | スペイン マドリード州               | 航空宇宙博物館                                          | 公開     | 静態展示 | |
| HA-1112-M1L | C.4K-40 213        | 写真       | ドイツ バイエルン州                 | メッサーシュミット飛行博物館                            | 公開     | 飛行可能 | Bf 109G-10として展示されている。 |
| HA-1112-M1L | C.4K-152 220       |            | スイス オプヴァルデン準州           | ボシャン・グローバル社                                  | 公開     | 飛行可能 | 航空機販売仲介業者が所有し、売りに出されている。空軍大戦略に出演し、エドワーズ・コレクションで保管されていた機体。                                  |
| HA-1112-M1L | C.4K-154 223       |            | アメリカ テキサス州                 | エドワーズ・コレクション                                | 非公開   | 修復中   | |
| HA-1112-M1L | C.4K-170 228       |            | ドイツ バーデン＝ヴュルテンベルク州 | ジンスハイム自動車・技術博物館                          | 公開     | 静態展示 | DM 605DCエンジンを搭載し、Bf 109として左側が塗装などを取り除かれた状態で展示されている。                                                            |
| HA-1112-M1L | C.4K-169 234       | 写真1写真2 | ドイツ バイエルン州                 | メッサーシュミット飛行博物館 ハンガー10                 | 公開     | 飛行可能 | 2016年に複座に修復された。Bf 109G-12/15208の塗装がされている。2団体の共同所有機。                                                                   |
| HA-1112-M1L | C.4K-172 235       |            | アメリカ テキサス州                 | キャヴァナー飛行博物館 (所有者:ハンガー10)              | 公開     | 飛行可能 | かつての塗装 |
| HA-1112-M1L | C.4K-30            |            | アメリカ テキサス州                 | エドワーズ・コレクション                                | 非公開   | 修復中   | |
| HA-1112-M1L | C.4K-111           |            | アメリカ テキサス州                 | エドワーズ・コレクション                                | 非公開   | 修復中   | |
| HA-1112-M4L | C.4K-112 40/2      |            | イギリス ノーサンプトンシャー州     | エア・リーシング社                                      | 公開     | 飛行可能 | 現存する唯一の飛行可能な複座型。かつてエドワーズ・コレクションに保管されていた。                                                                    |